# Luigi Birofio

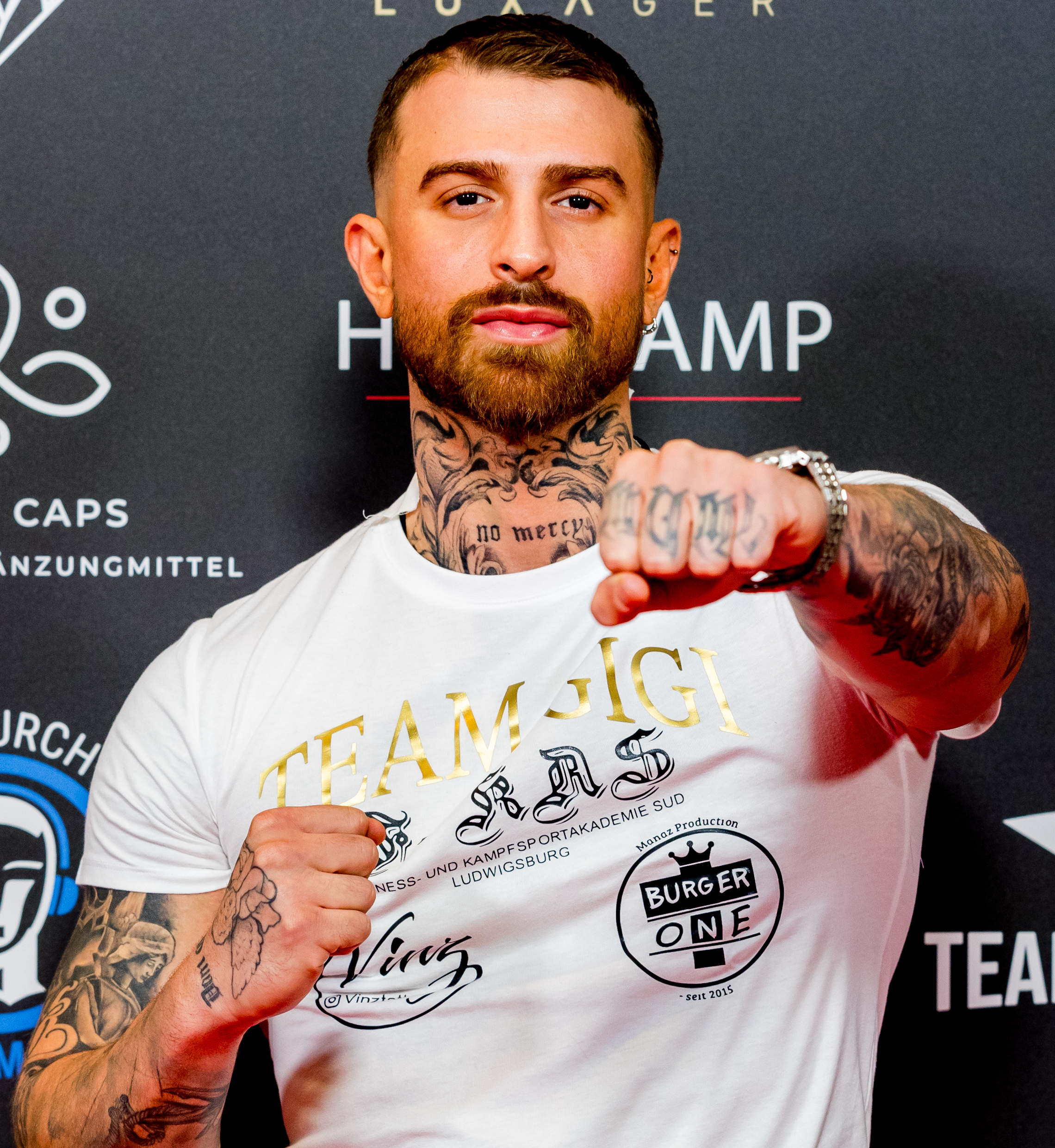
Gianluigi „Gigi“ Birofio beim Fame Fighting (2023)

Gianluigi „Gigi“ Birofio (* 17. Mai 1999 in Bietigheim-Bissingen) ist ein deutsch-italienischer Reality-TV-Darsteller, der seit 2020 bei verschiedenen RTL-Formaten mitwirkt.

## Leben und Karriere
Birofio verbrachte bis zu seiner Einschulung in Deutschland seine ersten Lebensjahre in Italien. Er ist gelernter Industrieelektriker und Inhaber seines eigenen Modelabels „GIGI“.
Erste Bekanntheit erlangte Birofio im Jahr 2020 durch seine Teilnahme an der ersten Staffel des TV-Dating-Formats Ex on the Beach. Dort lernte er auch seine spätere Freundin Michelle Daniaux kennen. 2021 ging es für Birofio im TV mit dem Kampf der Realitystars – Schiffbruch am Traumstrand weiter – allerdings wurde er in der Folge seines Einzugs bereits wieder rausgewählt.
2022 nahm er an den RTL-Sendungen Prominent getrennt – Die Villa der Verflossenen, der dritten Staffel von Ex on the Beach und Temptation Island VIP teil. Letztere führte zur Trennung zwischen Daniaux und ihm.
Im Januar 2023 war Birofio Teilnehmer der 16. Staffel von Ich bin ein Star – Holt mich hier raus! und erlangte den zweiten Platz nach Djamila Rowe. Im März 2023 veröffentlichte er seine Debüt-Single Grande Gigi.
Mit seiner Freundin seit Anfang 2023, Dana Feist, nahm er am Sommerhaus der Stars – Kampf der Promipaare teil. Das Paar wurde nach kurzer Zeit aus der Sendung genommen; Feist trennte sich Ende 2023 von ihm.

## Fernsehformate
- 2020, 2022: Ex on the Beach (RTL)
- 2021: Kampf der Realitystars – Schiffbruch am Traumstrand (RTL II)
- 2022: Prominent getrennt – Die Villa der Verflossenen (RTL)
- 2022: Temptation Island VIP (RTL+)
- 2023: Ich bin ein Star – Holt mich hier raus! (RTL)
- 2023: RTL Turmspringen (RTL)
- 2023: Das Sommerhaus der Stars – Kampf der Promipaare (RTL)
- 2023: Fame Fighting (Bild Sport)
- 2023: Ninja Warrior Germany – Promi Special (RTL)
- 2024: Ich bin ein Star – Showdown der Dschungel-Legenden (RTL)
- 2024: Love Island VIP (RTL ll)
- 2025: Eltons 12 (RTL)
- 2025: CoupleChallenge – Das stärkste Team gewinnt (RTL ll)
- 2025: Villa der Versuchung (Sat.1)
- 2025: Germany Shore (Paramount+)